# Stazione di Otaru-Chikkō
La stazione di Otaru-Chikkō (小樽築港駅?, Otaru-Chikkō-eki) è una stazione ferroviaria della città giapponese di Otaru ed è gestita da JR Hokkaido. Il significato del nome vuol dire porto di Otaru, per la vicinanza di quest'ultimo alla stazione.

## Linee

### Treni
JR Hokkaido
■ Linea principale Hakodate

### Binari
La stazione è dotata di un marciapiede a isola con due binari passanti in superficie collegati da un sovrappassaggio, tornelli automatici per l'accesso ai binari e una biglietteria aperta tutti i giorni dalle 5:30 alle 23. Nella stazione si trova anche un chiosco ristoro
| 1 | ■ Linea Hakodate | per Teine, Sapporo, Iwamizawa e Aeroporto di Shin-Chitose |
| 2 | ■ Linea Hakodate | per Otaru e Kucchan                                       |

## Stazioni adiacenti
| «                         | Servizio                           | »                         |
| Linea principale Hakodate | Linea principale Hakodate          | Linea principale Hakodate |
| ------------------------- | ---------------------------------- | ------------------------- |
| Minami-Otaru              | Locale Rap. sez. Ishikari Liner    | Asari                     |
| Minami-Otaru              | Rapido Airport Rapido Niseko Liner | Teine                     |
| Minami-Otaru              | Homeliner                          | Zenibako                  |